# نهر أبايتي
نهر أبايتي (Rio Abaeté) هو نهر في ولاية ميناس جيرايس في جنوب شرق البرازيل. أصله في سيرا دا كاناسترا، حوالي 20 كيلومتر (12 ميل) شمال ساو غوتاردو ويمر عبر ساو غونسالو دو أبايتي. النهر يمتد نحو الشمال ويصب في نهر ساو فرانسيسكو. تعد منطقة بونتال عند مصب نهر أبايتي موقعًا مهمًا لتكاثر الأسماك.

## جغرافيا
يتدفق نهر أبايتي لمسافة 270 كيلومترًا (170 ميلًا) ويتراوح عرضه بين 200 قدم (61 مترًا) إلى 500 قدم (150 مترًا). وهو نهر المرتفعات ذو القاع الصخري، ويحتوي على رواسب طينية.

## جيولوجيا
تم اكتشاف الألماس  لأول مرة في النهر خلال الفترة من 1780 إلى 1885، بسبب مناجم الماس. نشأ العديد من أحجار الماس الموجودة في البرازيل، على الرغم من أن الأحجار ذات جودة المتوسطة أو المنخفضة أكثر شيوعًا. إلا أن تم اكتشاف الماس، المعروف باسم أبايتي اللامع، في النهر عام 1791 بينما كان مجموعة من الرجال تبحث عن الذهب.
بالإضافة إلى العقيق، والذهب، والإيريديوم، والجاسبر، والأوزميوم، والبلاتين، يحتوي الحصى على 30 معادن أخرى. بالاديوم الخالي من البلاتين والموجود في نهر أبايتي ذو مغناطيسية قوية وغنية بالحديد.

## السد
جنوب ملتقى النهر، على طول نهر ساو فرانسيسكو، يوجد سد تريس مارياس، وهو واحد من أكبر السدود الترابية في العالم. يتوخى المشروع التحكم في تدفق النهر من خلال تخزين الفيضانات، وتحسين قابليته للملاحة، وتوفير الري، وتوليد الطاقة الكهرومائية لتزويدها بتطوير الصناعة والاستخدامات الأخرى. بدأ العمل في السد عام 1957، وتم الانتهاء منه في يناير 1961، بينما تم تشغيل الوحدات الأولى في المحطة عام 1962. تم تشغيل الوحدات المتبقية الخمس لمحطة الطاقة بنهاية عام 1979. ويعتبر بناؤها رقماً قياسياً عالمياً في هذا النوع من البناء الذي يعمل فيه 10000 شخص يعملون خلال ذروة نشاط البناء.
يبلغ طول السد 2700 متر (8900 قدم) وقاعدته 600 قدم (180 مترًا) وارتفاعه 75 مترًا (246 قدمًا). تبلغ سعة محطة الطاقة الكهرومائية 396 ميجاوات (ست وحدات تبلغ سعة كل منها 64.6 ميجاوات). الخزان أو البحيرة التي شكلها السد، والمعروفة باسم «بحر ميناس الحلو»، بها 21 مليار متر مكعب من المياه، وتبلغ مساحة سطحها 1040 كيلومترًا مربعًا (400 ميل مربع)، وتوفر المياه لثماني بلديات؛ واحدة من الجزر العديدة التي تشكلت في البحيرة هي محطة بيئية؛ محطة بيرابيتينجا البيئية.